# Eutolmus wahisi
Eutolmus wahisi là một loài ruồi trong họ Asilidae. Eutolmus wahisi được Tomasovic miêu tả vào năm 2001. Loài này phân bố ở vùng Cổ Bắc giới.